# Liste des comtes de Zélande
Le comté de Zélande est un ancien comté situé dans les Pays-Bas actuels et qui relevait du Saint-Empire romain germanique. Formé d'une série d'îles situées entre les embouchures de la Meuse et de l'Escaut, son territoire constitue aujourd'hui la province néerlandaise de Zélande.

## Histoire
Vers 1018, l'empereur Henri II donne cinq îles de la Zélande méridionale au comte Baudouin IV de Flandre. Son petit-fils Robert le Frison les inféode à son beau-fils Thierry V de Hollande. Par la suite, la question de ces îles ne cesse de jeter la discorde entre la Hollande et la Flandre, jusqu'en 1323, quand le comte de Flandre renonce définitivement à ses droits sur ce territoire. Les destinées de la Zélande et de la Hollande sont désormais liées.

## Comtes de Zélande

Armes des comtes de Hollande

- Florent IV de Hollande (1222-1234) prend indûment le titre de comte de Zélande.
- Guillaume II de Hollande fait de même en 1246.
- Guyot, fils de Gui de Dampierre, prend le titre de comte de Zélande de 1296 à 1310.
- Guillaume III d'Avesnes (1323-1337), comte de Hainaut et de Hollande.
- Guillaume IV d'Avesnes (1337-1345), comte de Hainaut et de Hollande.

Par la suite, les comtés de Hollande et de Zélande demeurent liés par une destinée commune. 
.